# ソルジャー (イギー・ポップのアルバム)
『ソルジャー』はアメリカ合衆国のミュージシャン、イギー・ポップの4枚目のスタジオ・アルバム。1980年2月にアリスタから発売された。

## プロダクション

### 経緯
1979年4月にリリースされた前作『ニュー・ヴァリューズ』がアリスタの想定するチャートアクションを見せなかったことから、アリスタでは早期に次作の制作に取り掛かるようイギーに要請し、『ニュー・ヴァリューズ』のプロモーションツアーが終わったタイミングでレコーディングを開始できるようにロックフィールド・スタジオを抑えた。時間もなかったことからプロデューサーは前作と同じくジェームズ・ウィリアムソンを指名した。
イギーは早期のレコーディング開始には同意したが、一方でレコーディング用のバンドメンバーが足りないという問題に直面していた。
『ニュー・ヴァリューズ』のツアー開始前に元セックス・ピストルズのベーシスト、グレン・マトロックを加入させ、新たな作曲パートナーとして『ニュー・ヴァリューズ』ツアー中から作曲活動を始めていたが、それまでのパートナーでバックバンドのリーダーも務めていたキーボードのスコット・サーストンにツアー終了とともにバンドを離れるように伝えたところ、サーストンは自分だけでなく、ギタリストのジャッキ・クラークも連れて離脱してしまった。そのため、ツアー後のバンドメンバーはリズムセクションしかいない状態になっており、レコーディング前にメンバーオーディションをする必要があった。
イギーとウィリアムソンが行ったオーディションの結果、キーボードとして元XTCのバリー・アンドリュースが加入した。ギタリストは当初、ウィリアムソンが担当する予定だったが、実質的に音楽業界を離れていて長らくギターを弾いていなかったウィリアムソンは「自分の考えるレベルに達していない」と乗り気ではなく、結果、リッチ・キッズでマトロックとバンドメイトだったスティーヴ・ニューを加入させることになった。

### レコーディング
レコーディングは1979年8月に、ロックフィールド・スタジオで開始されたが、曲が足りず、イギーはマトロックとともに作曲作業に追われた。
当初のイギーの構想は、マネージャーのピーター・デイヴィスに全体の進行を、バンドをグレン・マトロックに仕切らせ、自分は作曲に集中するというものだったらしいが、デイヴィスが進行に手を貸すことはなく、マトロックもリーダーとして振る舞うつもりがなかったため、プロデューサーのウィリアムソンが全体進行や、バンドマネジメント、アリスタからスタジオに派遣された監督役との予算折衝など細かい仕事を全て担当することになった。メジャーレーベルとの仕事が2作目に過ぎなかったウィリアムソンはこの状況にかなり強いプレッシャーを感じ、朝からウォッカを煽り、エアガンを振り回してバンドメンバーに進行を強制するといった行動に出ることになった。
一方で、ウィリアムソンも「ニュー・ウェーヴ調」という注文に応えるためと称して「スタジオに装備されたレコーディング機材の48トラックを全て埋める必要がある」と主張し、メンバーに延々とオーヴァーダビング用の演奏を指示し続けた。このため、進行は徐々に遅れていった。また、いつもメンバーミーティングをキッチンで行っていたが、その際に出されたレコーディングアイデアは、まとまった形でなければ進行を遅らせるだけと応じるとともに「そんなものはここ（キッチン）に置いとけ」と次々に却下した。
イギーもメンバーもウィリアムソンのこの態度に不満を感じてスタジオの雰囲気がかなり悪くなり、加えて技術面に拘り過ぎることによる進行遅延、予算超過が懸念されたため、アリスタから派遣された監督役、ジュリー・フッカーはアリスタ本社に支援を要請した。これを受けて、アリスタのアメリカ市場以外の責任者、チャールズ・レヴィンソンがデヴィッド・ボウイとパティ・スミス・グループのアイヴァン・クラールに声をかけ、ボウイにはスタジオの雰囲気を盛り上げてくれること、クラールには進行が遅れている演奏面の補助をしてほしいと伝えた。
秘書のココ・シュワブを連れてスタジオを訪れたボウイは、ジョニー・ビンドンという、元ギャングでその後芸能界に入りアン王女の愛人だったという噂のあった人物の話で場を盛り上げると、この話に魅了されたイギーが早速、アン王女とビンドンの関係に言及した「犯罪者になりたい（アイ・ワナ・ビー・ア・クリミナル）」というタイトルの歌詞を書き上げ、そのままレコーディングを開始しようとボウイやバンドメンバーを引き連れてレコーディングブースに入った。ウィリアムソンは当初、イギーの行動に合わせてレコーディングの準備をしたが、歌詞を聞いて「こんなものリリースできない」と反対した。これまでのウィリアムソンの態度に不満を募らせていたイギーはウィリアムソンと口論を始め、結局、レコーディングは中止となり、翌朝、ボウイは引き上げた。
ボウイの支援にもかかわらず、騒ぎがさらに大きくなってしまったことに加えて、同時期にロックフィールド・スタジオでレコーディングしていたシンプル・マインズも騒動を起こしていたために、当時のアリスタのスカウト部門の責任者、ターキン・ゴッチが事態収集のために現地に向かったが、結局、ウィリアムソンはファーストテイクがイギーの意に沿わない仕上がりとなったとして解雇され、ロックフィールド・スタジオのハウスエンジニアだったパット・モランがプロデュースを引き継いだ。また、演奏面でも欠けているところが多かったため、アイヴァン・クラールが改めてバンドリーダーとなって必要なパートを埋めていった。
こうして予算は超過したものの、期限内に『ソルジャー』のレコーディングは終了し、ニューヨークのレコード・プラント・スタジオでトム・パヌンツィオに最終ミックスが任されることになった。

### エピソード
スティーヴ・ニューは、ボウイが当時の自身の恋人で、フライング・リザーズのメンバーだったパティ・パラディンを口説いたと勘違いしてボウイを殴った。これはマトロックが認めている。イギーはこの件について、特にニューを非難するようなことはなかったという。ただし、ニューはイギーに怒られるものと先走って考えて、スタジオから逃げ出してしまった。スタジオから姿を消した後もニューに声は掛かったが、結局ニューはツアーのリハーサルに姿を見せなかったため、代役として元ダムドのブライアン・ジェームズが加入した。

## スタイル
イギーもウィリアムソンも、本作はアリスタから「ニュー・ウェーヴ調の作品として欲しい」という注文があったため、それに応えようとしたと語っている。
しかし、作曲メンバーもレコーディングメンバーもジャンルとしてはパンク（セックス・ピストルズ、パティ・スミス・グループ）かポスト・パンク（リッチ・キッズ）の分野で活躍していた面々であり、バリー・アンドリュースを除けばニュー・ウェーヴ畑と言える人材はいなかった。そのため、結果的にイギーを含むレコーディングメンバーの意図しないアレンジや最終ミックスで「ニュー・ウェーブ調」という注文に応えることになり、これがレコーディングでのウィリアムソンとメンバーとの軋轢や、本作リリース後のメンバー間での感情的な齟齬を生むことになった。
なお、当時のアリスタのスカウト部門の責任者、ターキン・ゴッチは「イギーと直接話したことはない」とニュー・ウェーヴ調という注文をしたことを暗に否定しているが、この発言に対し、イギーの伝記「Open Up And Bleed」では「それでは誰が『ニュー・ウェーヴ調で』と頼んだのか。」と皮肉っている。

## リリース
1980年2月にアリスタからリリースされた。なお、アメリカ盤のみ曲の収録順が異なる。
シングルカットは「ロコ・モスキート」「テイク・ケア・オブ・ミー」「ノッキン・エム・ダウン (イン・ザ・シティ)」「ドッグフード」の4曲が対象となり、2曲ずつカップリングされて発売されたこのうち、「テイク・ケア・オブ・ミー」を除く3曲のビデオが制作された。
2000年7月にリマスター盤が発売され、ボーナストラックが2曲収録されている。後にイギーの伝記を執筆するポール・トリンカがライナーノーツを担当した。

### 日本でのリリース
海外と同時期にリリースされた。収録曲順はヨーロッパ盤と同じ。
1992年に他のアリスタ作品（『ニュー・ヴァリューズ』『パーティ』）とともにCDでリイシューされた。
リマスター盤は各国より遅れて2007年7月25日、これもまた他のアリスタ作品と同時に紙ジャケット仕様で発売されている。

## 評価
| 専門評論家によるレビュー     | 専門評論家によるレビュー |
| レビュー・スコア             | レビュー・スコア         |
| 出典                         | 評価                     |
| ---------------------------- | ------------------------ |
| オールミュージック           | [ 20 ]                   |
| クリストガウ・レコードガイド | B+                       |
| ローリング・ストーン         | favorable                |

### メディアによる評価
本作に対する批評家からの評価は賛否両論だった。
ポップマターズのシャーロット・ロビンソンと、イギーの伝記作家ポール・トリンカは、興味深い部分が散発的にあると認めつつ「まとまりがなく、明確な全体像がない」という評価を下している。
一方、ローリング・ストーン誌のデビッド・フリッケは、このアルバムを好意的に評価した。トリンカが「堂々とした誇り高い声が完全に消えてしまっている」と評した本作でのイギーのヴォーカルを「恍惚とした声の高まりと切ない声の落ち込みが、彼のロックンロール・シンガーとしての劇的な成長を物語っている。」と高評価を下すとともに、「ここでの彼の熱狂的なパフォーマンスは、彼の過去の亡霊、現在の現実、そして未来の約束を繋ぐものである。」と本作が過去作品にも引けを取らない出来であると持ち上げ、併せて次回作への期待を示した。

### チャートアクション
チャートアクションは全英アルバムチャートで最高位62位、ビルボード200で最高位125位。

## ライブ・パフォーマンス

### アメリカツアー（『ニュー・ヴァリューズ』ツアー）
前作『ニュー・ヴァリューズ』のアメリカ発売に伴って、プロモーションとして本作レコーディング直後に急遽アメリカツアーが実施された。スティーヴ・ニューがツアーへの同行を断ったため、メンバーは『ソルジャー』のレコーディングメンバーに、元ダムドのギタリスト、ブライアン・ジェームズを加えた顔ぶれとなった。その結果、バックバンドにはニューヨーク・パンクとロンドン・パンクの中心的なバンドにいた人物が顔を揃えることになった。このツアーでは本作収録曲もリリースに先行して演奏されていることが、ライヴ音源で確認できる。
本ツアー終了後、グレン・マトロックとブライアン・ジェームズはバックバンドを離脱した。

### イギリスツアー
本作リリースに伴って2週間程度のイギリスツアーが予定されていたが、グレン・マトロックとブライアン・ジェームズにツアーの同行を断られたため、バンドマスターとなっていたアイヴァン・クラールの人脈でギタリストにロブ・デュプレイ、ベーシストに元ジョニー・サンダース＆ザ・ハートブレイカーズのビリー・ラスをメンバーに加えて行われた。

### アメリカツアー
イギリスツアー終了後にアメリカツアーを実施したが、ツアー中にイギーがリズムセクションの2人（クラウス・クリューガー、ビリー・ラス）に不満を持ち、解雇してしまったため、再びアイヴァン・クラールの人脈でダギー・バウンをドラムスに採用したが、ベーシストが見つからず、急遽オーディションを実施してマイケル・ペイジを採用した。

### ヨーロッパツアー・アメリカツアー
新たなリズムセクションで主にヨーロッパ大陸を巡回するツアーを実施し、さらに再度のアメリカツアーを実施した。これらツアーでのメンバー変更はなく、彼らがそのまま次作『パーティ』のレコーディングメンバーとなった。

## 収録曲
| #  | タイトル                                         | 作詞 | 作曲・編曲 | 作曲者                             | 時間 |
| -- | ------------------------------------------------ | ---- | ---------- | ---------------------------------- | ---- |
| 1. | 「ロコ・モスキート」                             |      |            | イギー・ポップ                     | 3:15 |
| 2. | 「アンビション（邦題：野心）」                   |      |            | グレン・マトロック                 | 3:25 |
| 3. | 「テイク・ケア・オブ・ミー」                     |      |            | イギー・ポップ、グレン・マトロック | 3:26 |
| 4. | 「ゲット・アップ・アンド・ゲット・アウト」       |      |            | イギー・ポップ                     | 2:45 |
| 5. | 「プレイ・イット・セーフ」                       |      |            | イギー・ポップ、デヴィッド・ボウイ | 2:43 |
| 6. | 「アイム・ア・コンサバティヴ（邦題：保守党員）」 |      |            | イギー・ポップ                     | 3:57 |

| #   | タイトル                   | 作詞 | 作曲・編曲 | 作曲者                                 | 時間 |
| --- | -------------------------- | ---- | ---------- | -------------------------------------- | ---- |
| 7.  | 「ドッグ・フード」         |      |            | イギー・ポップ                         | 1:49 |
| 8.  | 「アイ・ニード・モア」     |      |            | グレン・マトロック、イギー・ポップ     | 4:04 |
| 9.  | 「ノッキンゲム・ダウン」   |      |            | イギー・ポップ                         | 3:22 |
| 10. | 「ミスター・ダイナマイト」 |      |            | グレン・マトロック、イギー・ポップ     | 4:22 |
| 11. | 「アイ・スナブ・ユー」     |      |            | バリー・アンドリュース、イギー・ポップ | 3:08 |

| #   | タイトル                 | 作詞 | 作曲・編曲 | 作曲者                               | 時間 |
| --- | ------------------------ | ---- | ---------- | ------------------------------------ | ---- |
| 12. | 「ロウ・ライフ」         |      |            | アイヴァン・クラール、イギー・ポップ | 2:57 |
| 13. | 「ドロップ・ア・フック」 |      |            | イギー・ポップ                       | 4:25 |

## 参加メンバー
- イギー・ポップ – ヴォーカル
- グレン・マトロック – ベース、バッキングヴォーカル
- アイヴァン・クラール – ギター、キーボード
- クラウス・クリューガー[31] – ドラムス
- スティーヴ・ニュー（英語版） – ギター
- バリー・アンドリューズ – キーボード
- シンプル・マインズ – バッキングヴォーカル（「プレイ・イット・セーフ」）
- デヴィッド・ボウイ – バッキングヴォーカル（「プレイ・イット・セーフ」）
- ヘンリー・マグロガン[注 26] – コーラス（「ロコ・モスキート」）
- パット・モラン[33] – プロデューサー
- トム・パヌンツィオ（英語版） – ミキシング・エンジニア、プロデューサー（「ロウ・ライフ」）
- ピーター・ヘイデン[34] – レコーディング・エンジニア
- ブライアン・グリフィン / ロッキング・ロシアン – ジャケット・デザイン